# Маэл Кобо мак Аэдо
Маэл Кобо мак Аэдо (Маэл Коба мак Аэдо; др.‑ирл. Máel Cobo mac Áedo, Máel Coba mac Áedo; погиб в 615) — король Кенел Конайлл (будущего Тирконнелла) (604—615) и верховный король Ирландии (612—615) из Северных Уи Нейллов.

## Биография
Маэл Кобо был одним из сыновей правителя Кенел Конайлл и верховного короля Ирландии Аэда мак Айнмереха, скончавшегося в 598 году, и Ланн, дочери Аэда Гуайре из септа Уи Мак Кайртинн. После смерти в 604 году своего брата Коналла Ку мак Аэдо Маэл Кобо взошёл на престол королевства Кенел Конайлл.
В 612 году скончался верховный король Ирландии Аэд Уариднах из конкурировавшего с Кенел Конайлл за власть над Северными Уи Нейллами рода Кенел Эогайн. После его смерти новым верховным королём стал Маэл Кобо мак Аэдо. В «Лейнстерской книге» он наделяется тремя годами правления, а в списках королей Тары в трактате «Laud Synchronisms» — четырьмя годами.
В ирландской саге «Борома» упоминается о том, что Маэл Кобо мак Аэдо получил с лейнстерцев традиционную дань, которую те платили верховным королям Ирландии скотом.
В 615 году против Маэл Кобо мак Аэдо поднял мятеж король Айлеха Суибне Заика. В состоявшемся при Слиаб Трайне (др.‑ирл. Sliab Truine; около современного Конга) сражении верховный король потерпел поражение и пал на поле боя. В «Аналах Тигернаха» сообщается о том, что сражение произошло на землях луигни, живших в центральной части Ирландии, на территории контролировавшейся Южными Уи Нейллами. Предполагается, что победе над Маэл Кобо способствовал союз, заключённый Суибне с Энгусом мак Колмайном, братом правившего в Миде короля Фергуса мак Колмайна из рода Кланн Холмайн. Вероятно, одним из условий договора было обещание помощи, которую Суибне мог оказать правителям Миде в их борьбе с королями Бреги из рода Сил Аэдо Слане. Гибель Маэл Кобо мак Аэдо позволила Суибне Заике овладеть титулом верховного короля Ирландии, в то время как престол Кенел Конайлл унаследовал брат погибшего монарха Домналл мак Аэдо.
По свидетельству трактата XII века «Banshenchas» («О известных женщинах»), Маэл Кобо мак Аэдо был женат на Кроинсех, дочери короля Осрайге Аэда Финда. Детьми от этого брака были Коналл Каэл и Келлах мак Маэл Кобо, также как и их отец бывшие правителями Кенел Конайлл и верховными королями Ирландии.